# Baryonyx
Baryonyx este un gen de dinozaur teropod care a trăit în stadiul Barremian⁠(d) al perioadei Cretacice timpurii, cu aproximativ 130-125 de milioane de ani în urmă. Primul schelet a fost descoperit în 1983 în Smokejack Clay Pit⁠(d), din Surrey, Anglia, în sedimentele Formațiunii Weald Clay și a devenit specimenul holotip al lui Baryonyx walkeri, numit de paleontologii Alan J. Charig⁠(d) și Angela C. Milner⁠(d) în 1986. Numele generic, Baryonyx provine gheara foarte mare pe primul deget; numele specific, walkeri, se referă la descoperitorul său, colecționarul amator de fosile William J. Walker. Specimenul holotip este unul dintre cele mai complete schelete de teropod din Marea Britanie (și rămâne cel mai complet spinozaurid), iar descoperirea sa a atras atenția presei. Specimenele descoperite mai târziu în alte părți ale Regatului Unit și din Iberia au fost, de asemenea, atribuite genului, deși multe au fost mutate de atunci în noi genuri.
Specimenul holotip, care poate să nu fi fost complet crescut, a fost estimat a fi avut între 7,5 și 10 metri (25 și 33 de picioare) lungime și a cântărit între 1,2 și 2 tone metrice (1,3 și 2,2 tone scurte ; 1,2 și 2,0 tone lungi ). Baryonyx avea un bot lung, jos și îngust, care a fost comparat cu cel al unui gavial⁠(d) . Vârful botului sa extins în lateral în formă de rozetă . În spatele acestuia, maxilarul superior avea o crestătură care se potrivea în maxilarul inferior (care se curba în sus în aceeași zonă). Avea o creastă triunghiulară în vârful oaselor nazale . Baryonyx avea un număr mare de dinți conici fin zimțați , cu cei mai mari dinți în față. Gâtul a format o formă de S, iar coloanele neuronale ale vertebrelor sale dorsale au crescut în înălțime din față în spate. O coloană neuronală alungită indică că poate avea o cocoașă sau o creastă de-a lungul centrului spatelui. Avea membrele anterioare robuste, cu gheara omonimă a degetului întâi măsurând aproximativ 31 de centimetri (12 inci) lungime.
Acum recunoscut ca membru al familiei Spinosauridae, afinitățile lui Baryonyx au fost obscure când a fost descoperit. Unii cercetători au sugerat că Suchosaurus cultridens este un sinonim senior (fiind un nume mai vechi) și că Suchomimus tenerensis aparține aceluiași gen; autorii următori le-au ținut separat. Baryonyx a fost primul dinozaur teropod care s-a dovedit a fi piscivor (mâncător de pește), așa cum o demonstrează solzii de pește din regiunea stomacului specimenului holotip. Este posibil să fi fost, de asemenea, un prădător activ al unei prăzi mai mari și un saprofag , deoarece conținea și oase ale unui iguanodontid juvenil . Creatura și-ar fi prins și procesat prada în primul rând cu membrele anterioare și cu ghearele mari. Baryonyx poate avea obiceiuri semi-acvatice și a coexistat cu alți dinozauri teropozi, ornitopozi și sauropozi , precum și cu pterozauri , crocodili , țestoase și pești, într-un mediu fluvial.

## Istoricul descoperirii

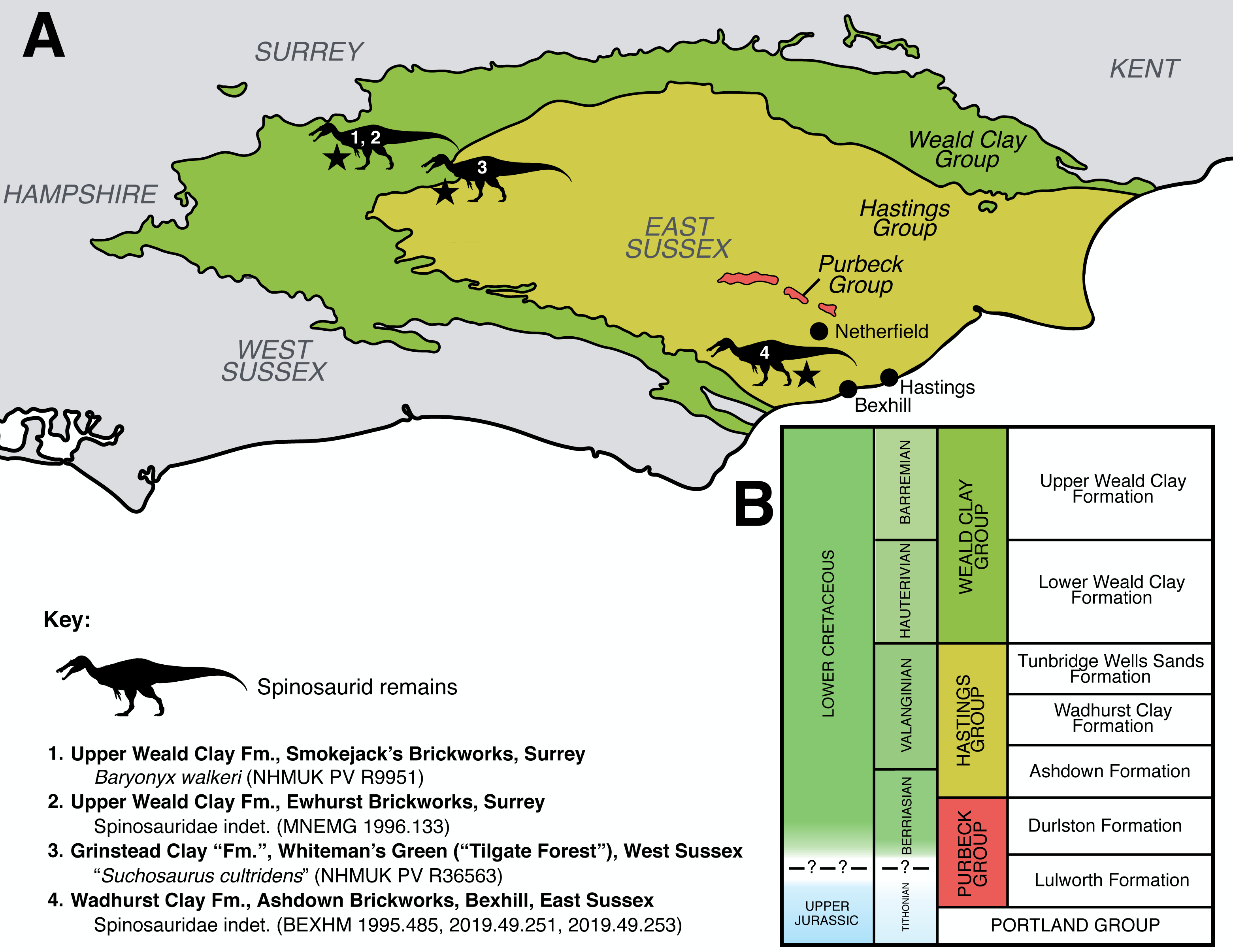
Hartă care arată localitățile spinozauride din sud-estul Angliei; 1 este Smokejack Clay Pit unde a fost găsit Baryonyx

În ianuarie 1983, instalatorul și colecționarul amator de fosile William J. Walker a explorat Smokejack Clay Pit , o groapă de lut din Formațiuniea Weald Clay de lângă Ockley, în Surrey, Anglia. A găsit o stâncă în care a descoperit o gheară mare, dar după ce a pus-o împreună acasă, și-a dat seama că lipsește vârful ghearei. Walker s-a întors în același loc în groapă câteva săptămâni mai târziu și a găsit partea lipsă după ce a căutat timp de o oră. De asemenea, a găsit un os de falange și o parte dintr-o coastă . Mai târziu, ginerele lui Walker a adus gheara la Muzeul de Istorie Naturală din Londra , unde a fost examinată de paleontologii Alan J. Charig și Angela C. Milner , care au identificat-o ca aparținând unui dinozaur teropod . Paleontologii au găsit mai multe fragmente osoase la fața locului în februarie, dar întregul schelet nu a putut fi colectat până în mai și iunie din cauza condițiilor meteorologice de la groapă. O echipă de opt membri ai personalului muzeului și mai mulți voluntari au excavat 2 tone metrice (2,2 tone scurte ; 2,0 tone lungi) de matrice de rocă în 54 de blocuri pe o perioadă de trei săptămâni. Walker a donat gheara muzeului, iar compania Ockley Brick (proprietarii gropii) a donat restul scheletului și a furnizat echipament. Zona a fost explorată timp de 200 de ani, dar nu mai fuseseră găsite rămășițe similare.
Cele mai multe dintre oasele colectate au fost închise în noduli de silstone , înconjurați de nisip fin și nămol, restul zacând în lut. Oasele au fost dezarticulate și împrăștiate pe o zonă de 5 pe 2 metri (16,4 pe 6,6 picioare), dar cele mai multe nu erau departe de pozițiile lor naturale. Poziția unor oase a fost perturbată de un buldozer , iar unele au fost sparte de echipamente mecanice înainte de a fi colectate.  Pregătirea specimenului a fost dificilă, din cauza durității matricei de siltstone și a prezenței sideritului ; s-a încercat prepararea acidă, dar cea mai mare parte a matricei a fost îndepărtată mecanic. A fost nevoie de șase ani de pregătire aproape constantă pentru a scoate toate oasele din stâncă, iar până la final, instrumentele dentare și ciocanele de aer au trebuit să fie folosite la microscop. Exemplarul reprezintă aproximativ 65% din schelet și constă din oase parțiale ale craniului, inclusiv premaxilare (primele oase ale maxilarului superior); maxilarul stâng (al doilea os al maxilarului superior); ambele oase nazale ; lacrimal stâng ; prefrontalul stâng ; postorbital stâng ; carcasa creierului , inclusiv occiputul ; ambele dentare (oasele din față ale maxilarului inferior); diverse oase din spatele maxilarului inferior; dinții; vertebrele cervicale (gât), dorsale (spate) și caudale (coada) ; coaste; un stern ; ambele scapule (omoplați); ambii coracoizi ; ambii humeruși (oasele brațului); radiusul stâng și ulna (oasele brațului inferior); oase ale degetelor și unghii (oase ale ghearelor); oasele șoldului; capătul superior al femurului stâng (osul coapsei) și capătul inferior al dreptului; peroneu drept (a piciorului inferior); și oasele picioarelor, inclusiv un ungual. Numărul original al specimenului a fost BMNH R9951, dar ulterior a fost re-catalogat ca NHMUK PV R9951.
În 1986 , Charig și Milner au numit un nou gen și specie cu scheletul ca specimen holotip : Baryonyx walkeri . Numele generic derivă din greaca veche ; βαρύς ( barys ) înseamnă „greu” sau „puternic”, iar ὄνυξ ( onix ) înseamnă „gheară” sau „gheare”. Numele specific îl onorează pe Walker, pentru descoperirea specimenului. La acea vreme, autorii nu știau dacă gheara mare aparținea mâinii sau piciorului (ca la dromaeozauri , despre care se presupunea că ar fi fost apoi). Dinozaurul a fost prezentat la începutul aceluiași an în timpul unei prelegeri la o conferință despre sistematica dinozaurilor din Drumheller, Canada. Datorită lucrărilor în desfășurare asupra oaselor (70 la sută fuseseră pregătite la acea vreme), ei au numit articolul lor preliminar și au promis o descriere mai detaliată la o dată ulterioară. Baryonyx a fost primul teropod mare din Cretacicul timpuriu găsit oriunde în lume până în acel moment. Înainte de descoperirea lui Baryonyx, ultima descoperire semnificativă de teropod din Regatul Unit a fost Eustreptospondylus în 1871, iar într-un interviu din 1986, Charig l-a numit pe Baryonyx „cea mai bună descoperire a secolului” din Europa. Baryonyx a fost prezentat pe scară largă în mass-media internațională și a fost poreclit „Claws” de către jurnaliștii care scriu jocuri de cuvinte cu titlul filmului Jaws. Descoperirea sa a făcut obiectul unui documentar BBC din 1987 , iar o turnare a scheletului este montată la Muzeul de Istorie Naturală din Londra. În 1997, Charig și Milner au publicat o monografie care descrie scheletul holotip în detaliu. Specimenul holotip rămâne cel mai complet schelet de spinosaurid cunoscut.

##### Specimene atribuite
Fosilele din alte părți ale Regatului Unit și din Iberia , în mare parte dinți izolați, au fost atribuite ulterior lui Baryonyx sau animale similare. Dinții și oasele izolate din Insula Wight , inclusiv oasele mâinilor raportate în 1998 și o vertebră raportată de paleontologii Steve Hutt și Penny Newbery în 2004, au fost atribuite acestui gen. Un fragment de maxilar din La Rioja, Spania , a fost atribuit lui Baryonyx de către paleontologii Luis I. Viera și José Angel Torres în 1995  (deși paleontologul Thomas R. Holtz și colegii au ridicat posibilitatea că ar fi putut aparține lui Suchomimus în 2004). În 1999, un dinte postorbital, scuamos , resturile vertebrale, metacarpiene (oasele mâinii) și o falangă din zăcământul Salas de los Infantes din Provincia Burgos , Spania, au fost atribuite unui Baryonyx imatur (deși unele dintre aceste elemente sunt necunoscute în holotip) de către colegul Vidardar și colegul Carolina Fuentes.  Urmele de dinozauri de lângă Burgos s-au sugerat, de asemenea, că aparțin lui Baryonyx sau unui teropod similar.

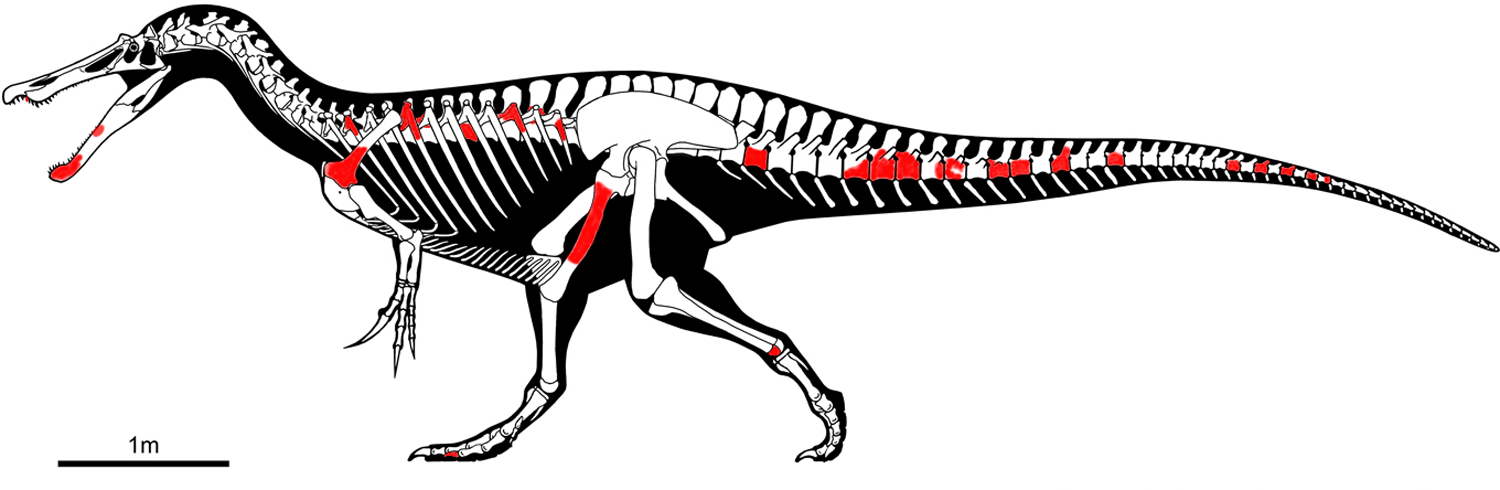
Schema scheletică a lui Baryonyx cu oasele specimenului portughez ML1190 prezentate în roșu; a fost considerat inițial un exemplar de Baryonyx, dar de atunci a fost mutat în Iberospinus.

În 2011, un exemplar (Catalogat ca ML1190 în Museu da Lourinhã ) din Formațiunea Papo Seco din Boca do Chapim , Portugalia, cu un dentar fragmentar, dinți, vertebre, coaste, oase ale șoldului, o omoplată și un os de falange, a fost atribuit lui Baryononyx și colegul cel mai complet din Palaeus I, de către colegul lui Baryononyx I. resturi ale animalului. Elementele scheletice ale acestui exemplar sunt reprezentate și în holotipul mai complet (care avea dimensiuni similare), cu excepția vertebrelor mijlocii gâtului.  În 2018, paleontologul Thomas MS Arden și colegii săi au descoperit că scheletul portughez nu aparținea lui Baryonyx , deoarece partea din față a osului său dentar nu era puternic răsturnată. Acest specimen a fost pus la baza noului gen Iberospinus de către Mateus și Darío Estraviz-López în 2022. Mai multe studii au constatat că rămășițele suplimentare de spinozauride din Iberia pot aparține altor taxoni decât Baryonyx , cum ar fi Vallibonavenatrix și Protathlitis sau pot fi nedeterminate. Un articol din 2024 al paleontologului Erik Isasmendi și al colegilor au trecut în revistă înregistrarea fosilelor de spinozauride din Iberia și a concluzionat că niciun specimen de acolo nu ar putea fi atribuit lui Baryonyx . Ei au mutat un exemplar atribuit anterior lui Baryonyx din La Rioja în noul gen Riojavenatrix .
În 2021, paleontologul Chris T. Barker și colegii au descris două noi genuri de spinosauride din Formațiunea Wessex din Insula Wight, Ceratosuchops și Riparovenator (cel din urmă numit R. milnerae, onorându-l pe Milner pentru contribuția ei la cercetarea spinosauridelor) și au declarat că materialul spinosaurid de acolo ar fi fost atribuit anterior, care ar fi putut fi atribuit anterior acestuia . la alți taxoni în schimb. Aceste exemplare fuseseră anterior atribuite lui Baryonyx într-un rezumat al conferinței din 2017.  Barker și colegii au declarat că recunoașterea specimenelor din Formațiunea Wessex ca genuri noi face prezența lui Baryonyx acolo ambiguă și, prin urmare, majoritatea materialului izolat atribuit anterior din Supergrupul Wealden este nedeterminat. Un studiu din 2023 al unui dinte izolat de către Barker și colegii sai a constatat că acesta și alți dinți din Supergrupul Wealden care au fost atribuiți anterior lui Baryonyx probabil nu aparțin genului, pe baza morfologiei și vârstei lor.

#### Sinonime posibile
| Imagine indisponibilă |  | Imagine indisponibilă |
| Litografie din 1878 (stânga) și fotografie modernă care arată dintele holotip al lui Suchosaurus cultridens, care poate reprezenta același animal ca B. walkeri |  |                       |

În 2003, Milner a remarcat că unii dinți de la Muzeul de Istorie Naturală identificați anterior ca aparținând genurilor Suchosaurus (primul spinosaurid numit) și Megalosaurus aparțineau probabil lui Baryonyx . Specia tip de Suchosaurus , S. cultridens , a fost numită de biologul Richard Owen în 1841, pe baza dinților descoperiți de geologul Gideon A. Mantell în Tilgate Forest , Sussex . Owen a crezut inițial că dinții au aparținut unui crocodil ; încă nu a numit grupul Dinosauria, ceea ce s-a întâmplat în anul următor. O a doua specie, S. girardi , a fost numită de către paleontologul Henri Émile Sauvage în 1897, pe baza fragmentelor de maxilar și a unui dinte din Boca do Chapim, Portugalia. În 2007, paleontologul Éric Buffetaut a considerat dinții lui S. girardi foarte asemănători cu cei ai lui Baryonyx (și S. cultridens ), cu excepția dezvoltării mai puternice a flutelor coroanei dentare (sau „coste”; creste longitudinale), sugerând că rămășițele aparțineau aceluiași gen. Buffetaut a fost de acord cu Milner că dinții lui S. cultridens erau aproape identici cu cei ai B. walkeri , dar cu o suprafață mai mare. Fostul taxon ar putea fi un sinonim senior al celui din urmă (din moment ce a fost publicat mai întâi), în funcție de faptul că diferențele au fost în cadrul unui taxon sau între diferiți. Potrivit lui Buffetaut, deoarece specimenul holotip al lui S. cultridens este un singur dinte, iar cel al lui B. walkeri este un schelet, ar fi mai practic să se păstreze numele mai nou. În 2011, Mateus și colegii au fost de acord că Suchosaurus era strâns înrudit cu Baryonyx , dar au considerat ambele specii din fostul gen nomina dubia (nume dubioase), deoarece specimenele lor de holotip nu au fost considerate diagnostice (lipsă de caracteristici distinctive) și nu au putut fi echivalate cu alte taxoni. Barker și colegii au fost de acord cu acest lucru în 2023.

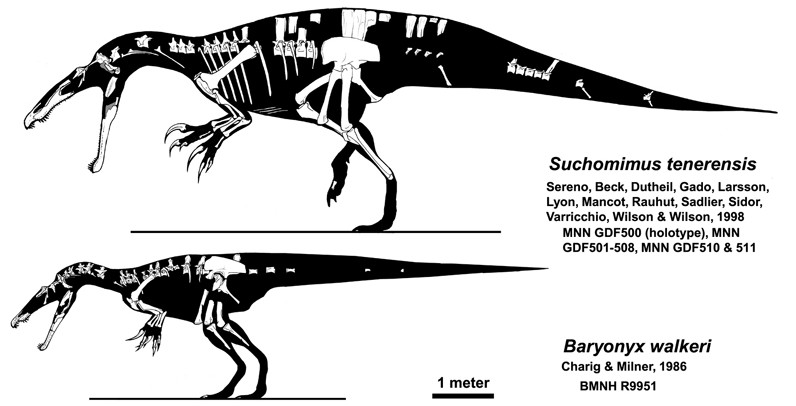
Diagrama scheletică a specimenului de holotip (mai jos) în comparație cu genul înrudit Suchomimus

În 1997, Charig și Milner au remarcat că două boturi fragmentare de spinosauride din Formațiunea Elrhaz din Niger (raportate de paleontologul Philippe Taquet în 1984) erau suficient de asemănătoare cu Baryonyx încât le considerau ca aparținând unei specii nedeterminate a genului (în ciuda vârstei lor geologice mult mai tinere din Aptian). În 1998, aceste fosile au devenit baza genului și speciei Cristatusaurus lapparenti , numite de Taquet și paleontologul Dale Russell .  Paleontologul Paul Sereno și colegii au numit noul gen și specie Suchomimus tenerensis mai târziu în 1998, pe baza fosilelor mai complete din Formațiunea Elrhaz. În 2002, paleontologul german Hans-Dieter Sues și colegii au propus că Suchomimus tenerensis era suficient de asemănător cu Baryonyx walkeri pentru a fi considerat o specie din același gen (ca B. tenerensis ) și că Suchomimus era identic cu Cristatusaurus. Milner a fost de acord că materialul din Niger nu se poate distinge de Baryonyx în 2003. Într-un rezumat al conferinței din 2004 , Hutt și Newberry au susținut sinonimia bazată pe o vertebră teropodă mare din Insula Wight, pe care au atribuit-o unui animal strâns înrudit cu Baryonyx și Suchomimus. Studiile ulterioare au păstrat Baryonyx și Suchomimus separat, în timp ce Cristatusaurus s-a propus să fie fie un nomen dubium , fie posibil distinct de ambele. O lucrare de revizuire din 2017 a paleontologului Carlos Roberto A. Candeiro și a colegilor au afirmat că această dezbatere a fost mai mult în domeniul semanticii decât al științei, deoarece este în general de acord că B. walkeri și S. tenerensis sunt specii distincte, înrudite. Barker și colegii au descoperit că Suchomimus este mai apropiat de genurile britanice Riparovenator și Ceratosuchops decât la Baryonyx în 2021.